# Mesa de Dos Ríos
Mesa de Dos Ríos är en ort i Mexiko.   Den ligger i kommunen Zitácuaro och delstaten Michoacán de Ocampo, i den södra delen av landet, 130 km väster om huvudstaden Mexico City. Mesa de Dos Ríos ligger 1 731 meter över havet och antalet invånare är 173.
Terrängen runt Mesa de Dos Ríos är huvudsakligen kuperad, men åt nordost är den bergig. Runt Mesa de Dos Ríos är det ganska glesbefolkat, med 47 invånare per kvadratkilometer. Närmaste större samhälle är Heróica Zitácuaro, 10,8 km norr om Mesa de Dos Ríos. I omgivningarna runt Mesa de Dos Ríos växer huvudsakligen savannskog.